# SINGLES 2000-2003
『SINGLES 2000-2003』（シングルズ・にせんにせんさん）は、鬼束ちひろの2枚目のベストアルバム。

## 解説
2005年9月7日に発売された。全作詞・作曲は鬼束ちひろ（「いい日旅立ち・西へ」のみ作詞・作曲は谷村新司）、編曲は羽毛田丈史（「シャイン」編曲は土屋望、「Cage」編曲は土屋望・羽毛田丈史）。
初回限定生産盤のみ、2003年に行われたライブ『UNPLUGGED SHOW '03』の模様を一部収録したDVDが付属している。初回盤と通常盤ではジャケットの配色が違う。
既に所属を離れた東芝EMIからリリースされた2枚目のベストアルバム。前作『the ultimate collection』同様、鬼束本人は作品には全く関与していない。
コピーコントロールを施さない通常CDでの発売は初めてとなる「いい日旅立ち・西へ」を含む全シングル曲に加え、アルバム『インソムニア』収録曲「We Can Go」の別ミックスバージョンで今作が初出となる「We can go -summer radio mix-」や、アルバム『Sugar High』初回限定生産盤のボーナスCDとして発表した「Castle・imitation」、松任谷由実のトリビュートコンピレーションアルバム『Queen's Fellow yuming 30th anniversary cover album』でカバーした「守ってあげたい」なども収録されている。

## 収録曲

### CD
収録内容は初回限定盤・通常盤共に同一である。
1. シャイン
1stシングル
オリジナルとしてはアルバム初収録。
2. 月光
2ndシングル
3. Cage
3rdシングル
4. 眩暈
4thシングル
5. edge
4thシングル
6. infection
5thシングル
7. LITTLE BEAT RIFLE
5thシングル
オリジナルとしてはアルバム初収録。
8. 流星群
6thシングル
9. Sign
7thシングル
10. Beautiful Fighter
8thシングル
アルバム初収録。
11. いい日旅立ち・西へ
9thシングル
アルバム初収録。
12. 私とワルツを
10thシングル
13. We can go -summer radio mix-
1stアルバム『インソムニア』収録曲の新録。
14. Castle・imitation
3rdアルバム『Sugar High』収録曲。
15. 守ってあげたい
「Queen's Fellows」収録曲。松任谷由実のカバー。

### DVD
初回限定盤のみ特典DVDとして『UNPLUGGED SHOW at The Symphony Hall 〜2003.8.5 OSAKA〜』が付属している。2003年8月29日に朝日放送で放送された番組『The Symphony Hall Sound Renaissance Vol.1 鬼束ちひろ』から、ライブ映像のみを抜粋して収録している。
1. 嵐ヶ丘
2. 眩暈
3. infection
4. CROW
5. Beautiful Fighter